# 富士ヶ根部屋
富士ヶ根部屋（ふじがねべや）は、かつて存在した相撲部屋である。

## 沿革
湊川部屋所属の荒獅子勇之介が、明治6年（1873年）に2代富士ヶ根を襲名し部屋を創設。関脇若湊祐三郎を育てるが、明治36年（1903年）に死去。その後若湊は伊勢ノ海部屋から高砂部屋に移籍して引退した。
高砂部屋所属の小結若湊義正は大正11年（1922年）に引退し、4代富士ヶ根を襲名。昭和5年（1930年）独立して部屋を創立。昭和13年（1938年）1月場所に富士ヶ嶽を入幕させるも、昭和16年（1941年）11月に死去したことから、富士ヶ嶽改め若港三郎が二枚鑑札で5代富士ヶ根を襲名し部屋を継承。新十両を決めていた東富士謹一を大関にまで育てた。
5代富士ヶ根は昭和20年（1945年）11月限りで現役を退き年寄専任となったが、2年後の昭和22年（1947年）に部屋を閉じ、東富士を本家高砂に預けて、自分は時津風部屋所属の年寄として停年まで過ごした。